# 고시촌
고시촌(考試村)은 고시생이 밀집해 있는 지역을 일컫는 말로 대한민국의 서울대학교 근처 관악구 신림9동 일대를 주로 가리킨다. 녹두거리라는 애칭으로 불리기도 한다. 대한민국의 법조인의 과반수가 이곳에서 공부했을 정도로 대한민국 고급관료의 산실으로 볼 수 있다.

## 특징
고시촌에 주거하는 사람들은 주로 사법고시, 행정고시와 같은 국가고시를 준비하는 수험생들인 경우가 많으며, 이들을 위한 수험서 서점과 헌책방이 주변에 많이 위치하기도 한다. 관련 학원도 많이 분포되어 있으며 고시원 및 원룸 등도 집중 분포되어 있다. 수험생 대상의 저가 식당이 많으며 술집, PC방도 많이 몰려 있다. 일반적인 대학부근 캠퍼스 타운과 다른 점으로는 대부분의 학생이 암기중심의 국가시험을 준비한다는 점이다. 연구시설이나 도서관이 없다는 것이 주된 특징이다.

## 생성 원인
1975년 대한민국의 수도인 서울지역 국립대학인 서울대학교가 현재(2009년)의 대학동(신림9동)으로 이전하였다. 이에 당시의 신림9동 일대가 서울대학교의 대학가로서, 해당 대학생들의 거주 기타 생활문화의 중심지로 발달되었다. 고위 공무원이나 법조인력에 대한 지망자가 많은 서울대학교는, 고등고시나 사법시험에 대한 서울대학교의 학생들의 응시율이 비교적 높은 편이다. 이에 각종 시험을 준비하는 서울대학교 학생들을 중심으로 수험정보가 교환되는 양상을 띠게 되었고, 자연스럽게 신림9동 일대가 고등고시 관련 수험가로 떠올랐다.

## 문제점
고시촌 주변에 퇴폐업소가 하나 둘씩 생기면서 문제가 되고 있다.

## 같이 보기
- 서울대학교 법학전문대학원
- 녹두거리